# Cửa hàng quần áo

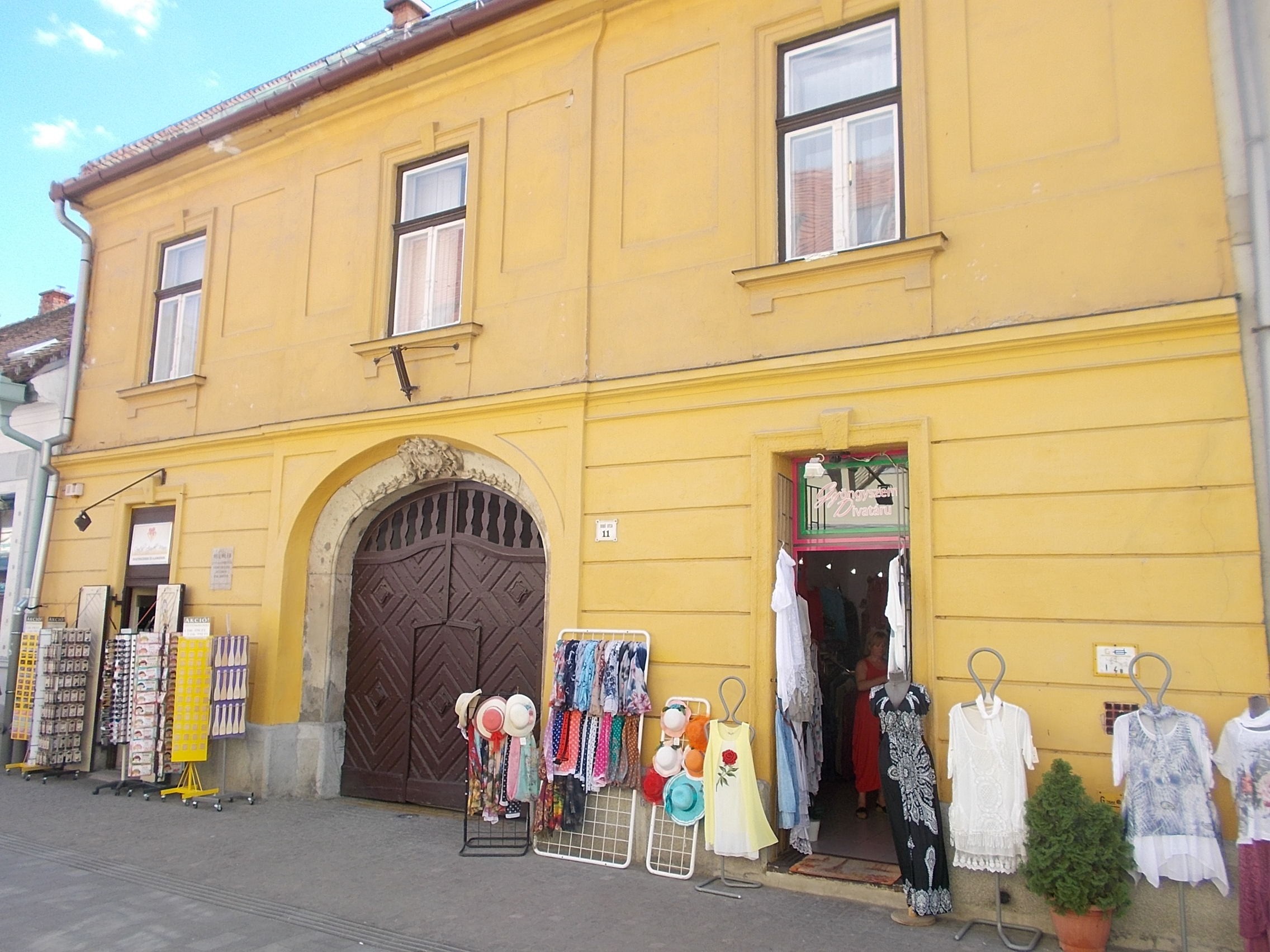
Cửa hàng quần áo ở Eger, hạt Heves, Hungary.

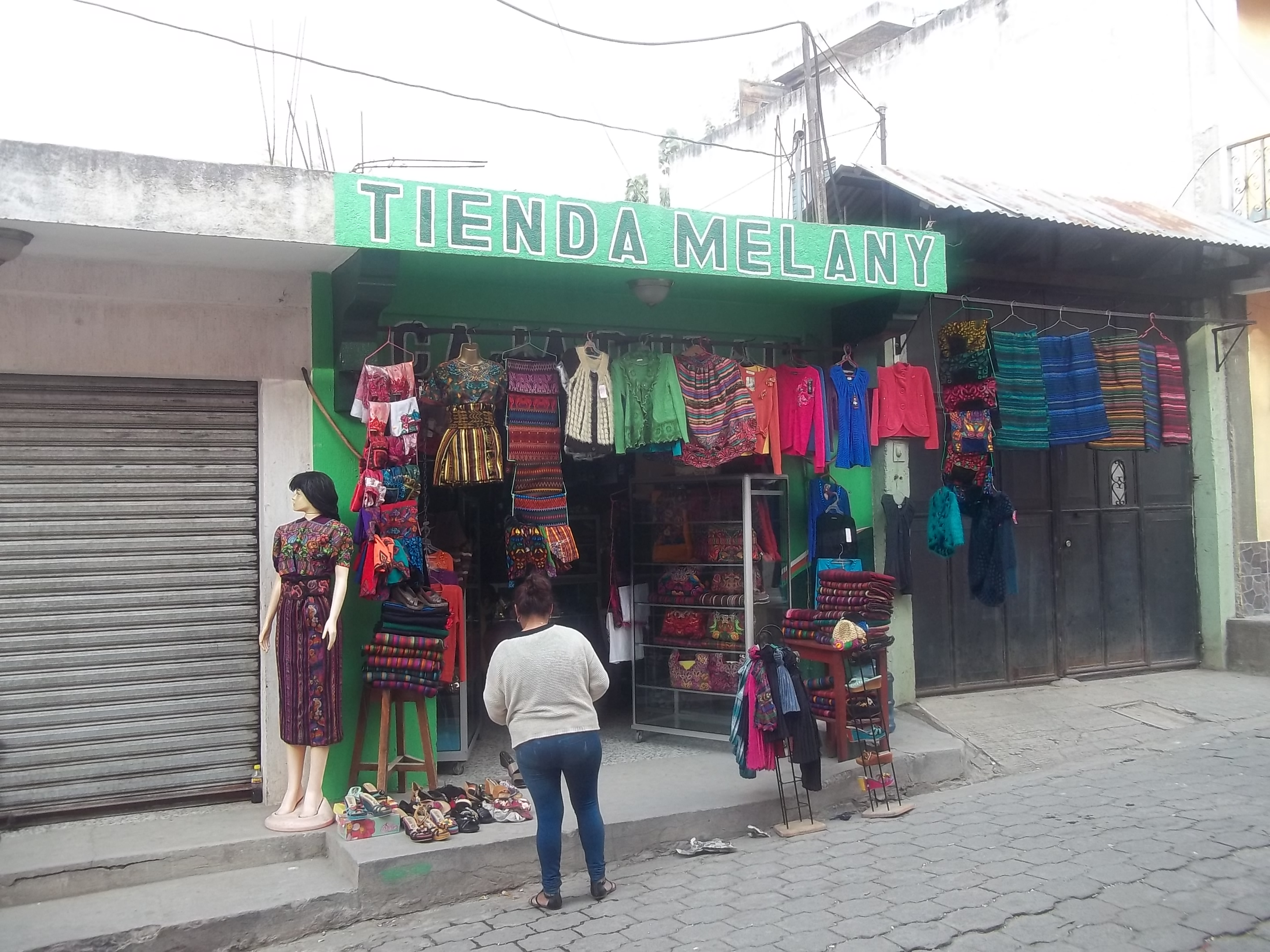
Cửa hàng quần áo ở San Martín Sacatepéquez, Quetzaltenango, Guatemala

Cửa hàng quần áo hay còn gọi là shop quần áo hoặc shop thời trang, là bất kỳ cửa hàng nào bán các mặt hàng quần áo may sẵn.:59 Một cửa hàng nhỏ bán quần áo đắt tiền hoặc được thiết kế có thể được gọi là cửa hàng thời trang (boutique). Một cửa hàng bán quần áo cho một thị trường  hẹp như đồng phục học sinh hoặc các môn thể thao ngoài trời có thể được gọi là outfitter.

## Lịch sử
Các cửa hàng quần áo đầu tiên được mở ở châu Âu. Trước thời đại của quần áo may sẵn, khi quần áo được làm bởi thợ may hoặc nghệ nhân, các cửa hàng có thể đã bán quần áo cũ. Một số quần áo may sẵn có thể được sản xuất vào thế kỷ XVI. Số lượng cửa hàng quần áo dường như đã tăng lên từ lâu trước khi bắt đầu sản xuất quần áo công nghiệp quy mô lớn vào nửa cuối thế kỷ XIX.